# Budești
Budești là một thị xã thuộc hạt Călărași, România. Dân số thời điểm năm 2002 là 9709 người.